# Biled
Biled (in ungherese Billéd, in tedesco Billed) è un comune della Romania di 3614 abitanti, ubicato nel distretto di Timiș, nella regione storica del Banato. 
Nel 2004 si sono staccati da Biled i villaggi di Șandra e Uihei, andati a formare il comune di Șandra.
L'esistenza di Biled è attestata per la prima volta in un documento del 1462, ma sono stati ritrovati reperti archeologici di epoca Romana; il ritrovamento più importante è del 1847, quando vennero scoperte circa 2.000 monete in oro, argento e bronzo, emesse nel periodo tra il regno di Traiano e quello di Costantino I. L'intera raccolta è oggi conservata a Vienna.

## Immagini di Biled

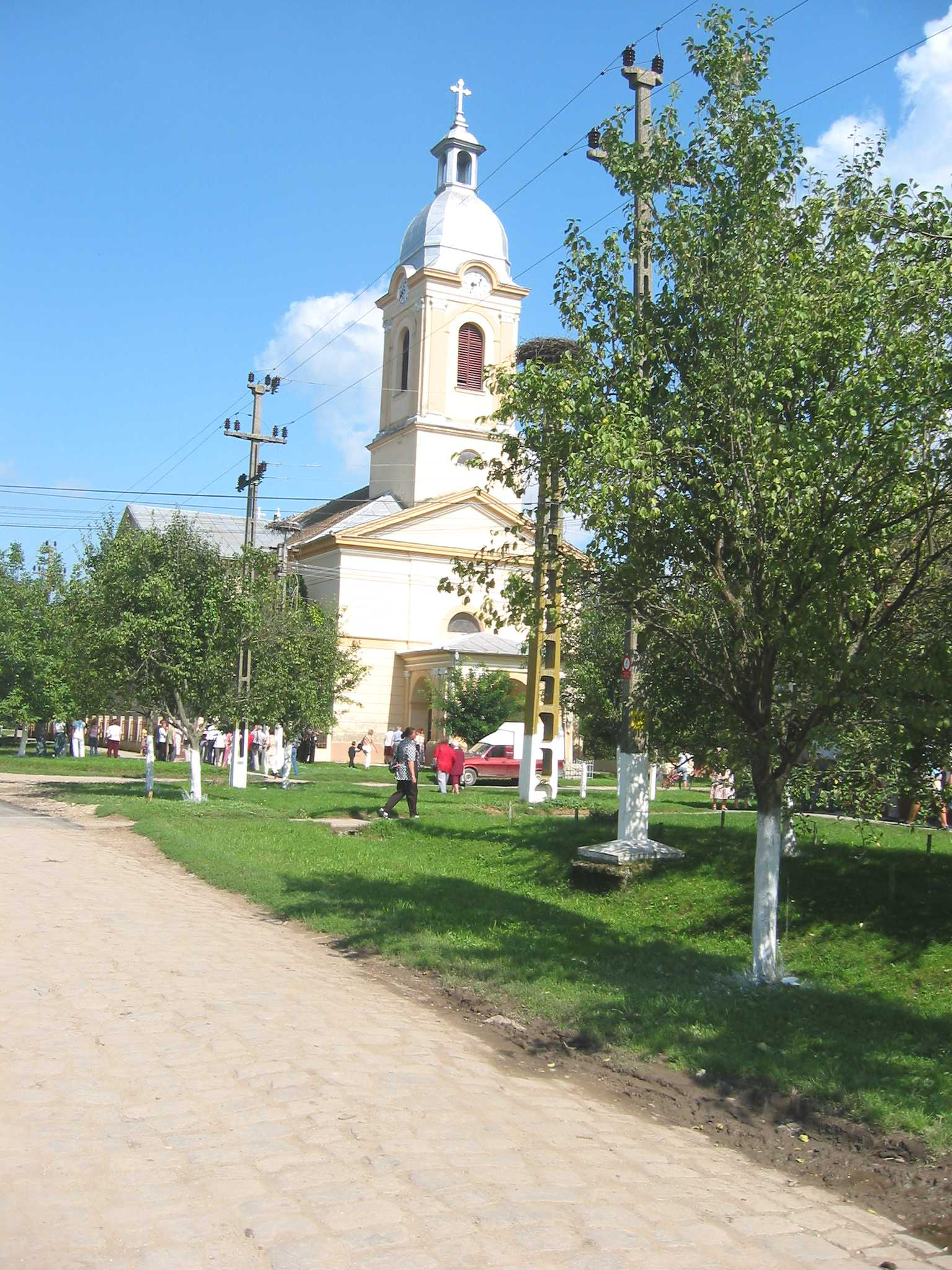
La Chiesa cattolica
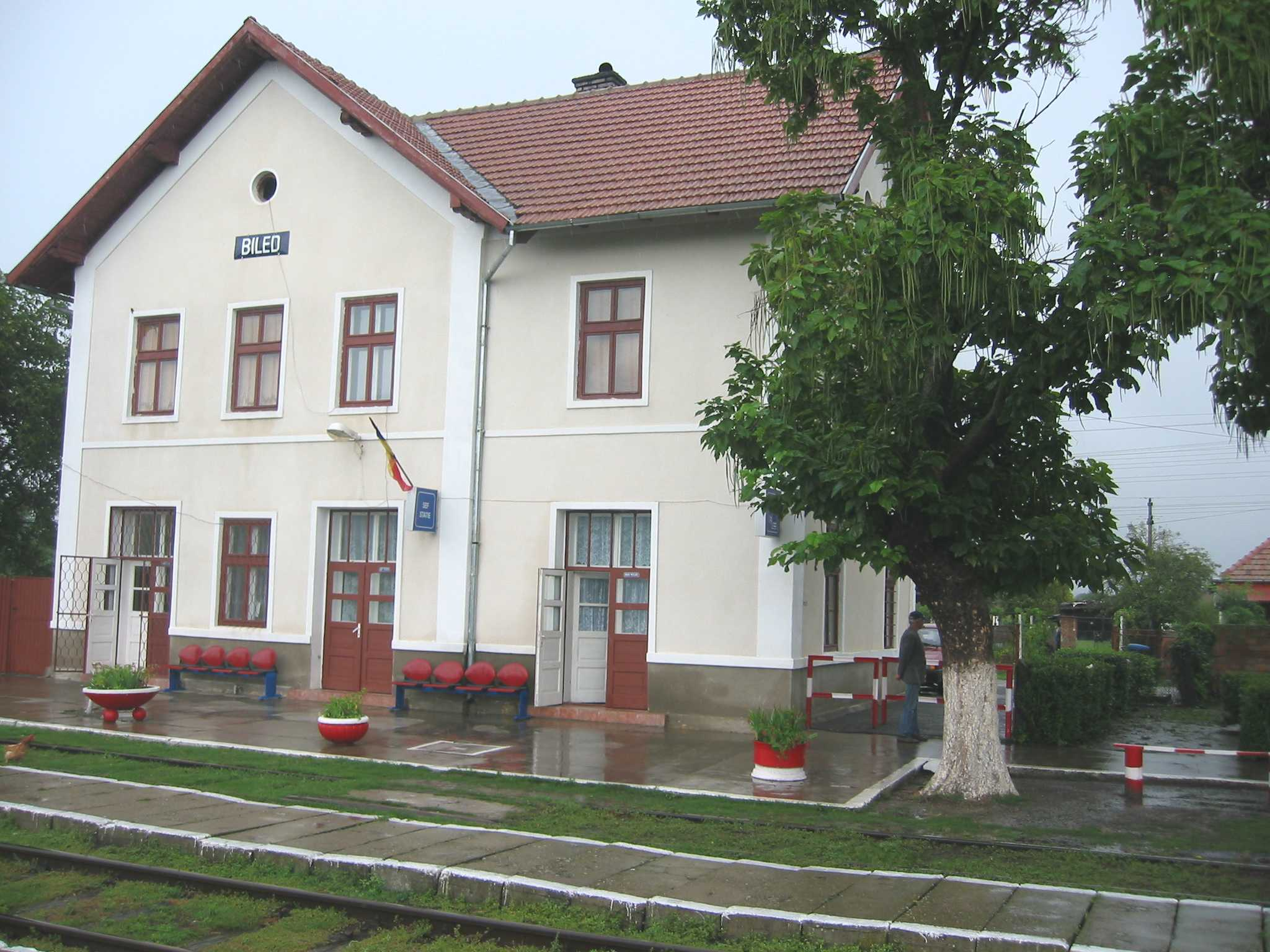
La stazione ferroviaria